# Curtiss OX-5

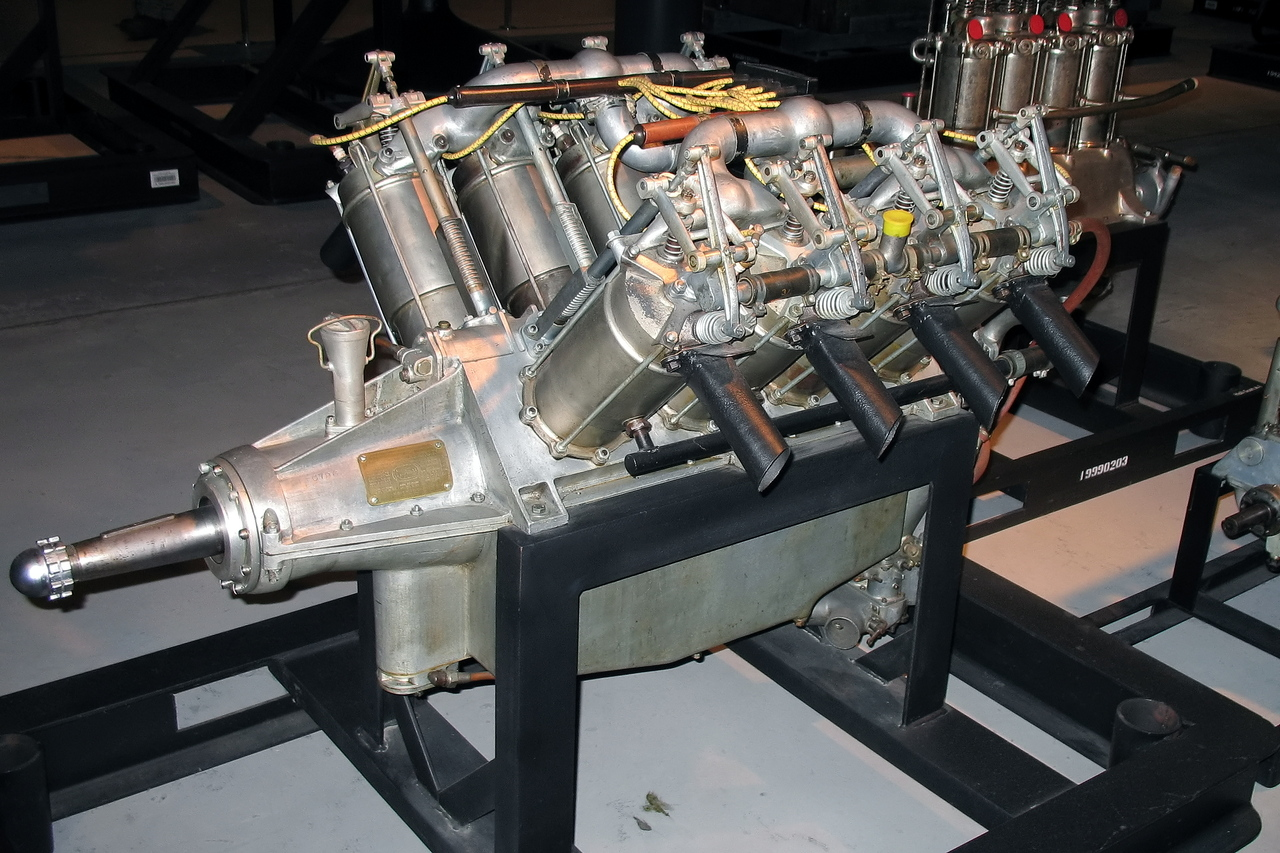
Curtiss OX-5

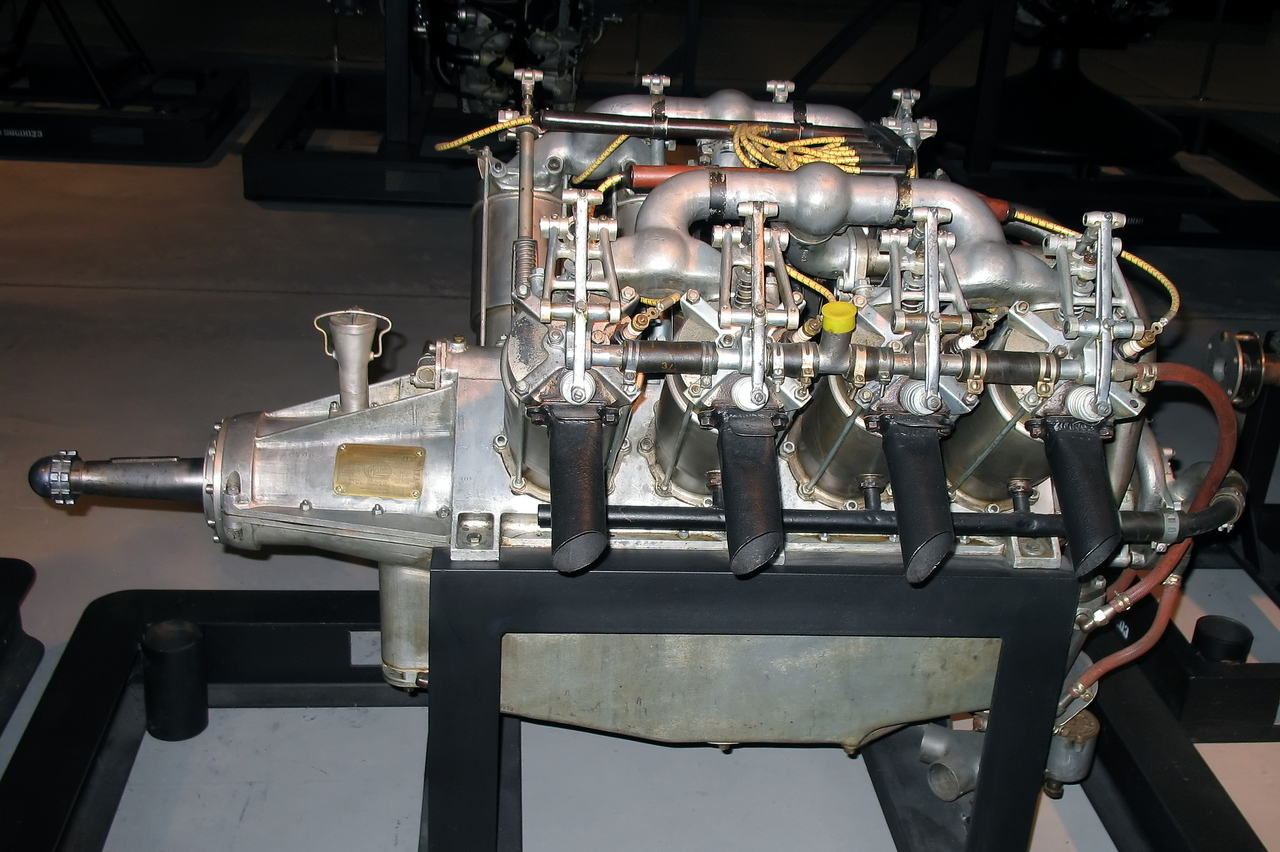
Curtiss OX-5

Curtiss OX-5 ist die Bezeichnung für einen Motor des Herstellers Curtiss Aeroplane and Motor Company Incorporated, der vor und während des Ersten Weltkrieges in einer Reihe von Flugzeugen verwendet wurde. Das bekannteste unter ihnen war die in mehr als 6800 Exemplaren gebaute Curtiss JN-4.
Der OX-5 ist ein wassergekühlter Achtzylindermotor in V-Anordnung. Es war der erste amerikanische Motor, der in Großserie für die Luftfahrt hergestellt wurde. Allerdings galt er zu diesem Zeitpunkt (1915–1919) bereits als veraltet. 
Nach dem Kriegsende kam bis in die 1930er-Jahre eine große Anzahl dieser Motoren – obwohl sie als nicht sonderlich zuverlässig galten – aufgrund ihres geringen Gebrauchtpreises als Austauschtriebwerke in verschiedenen Flugzeugtypen zum Einsatz.

## Technische Daten
- Bohrung: 102 mm
- Hub: 127 mm
- Hubraum: 8,2 l
- Gewicht: 177 kg
- Dauerleistung: 91 PS
- Verdichtung: 4,9:1